# Eric Pickles

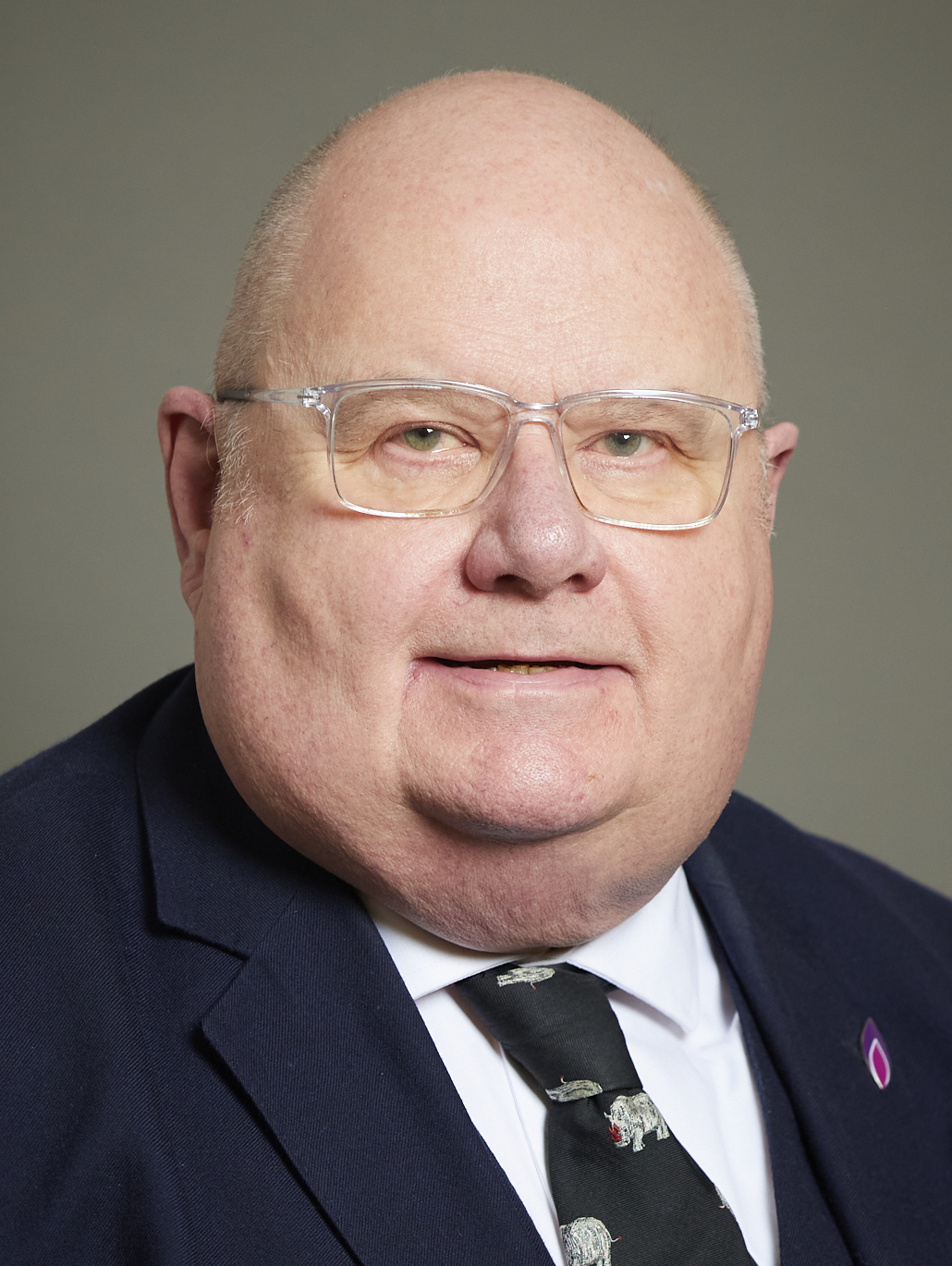
Eric Pickles (2024)

Eric Jack Pickles, Baron Pickles (* 20. April 1952 in Keighley, West Yorkshire, England) ist ein britischer Politiker der Conservative Party. Er war von Mai 2010 bis Mai 2015 Minister für Kommunen und lokale Selbstverwaltung (Secretary of State for Communities and Local Government). Seit 2015 ist er Sonderbeauftragte der britischen Regierung für Post-Holocaust-Fragen.

## Biografie
Nach dem Besuch der Greenhead Grammar School studierte er am Leeds Polytechnic und war danach Berater für Beschäftigungspraxis. Nachdem er von 1980 bis 1981 Vorsitzender der Nationalen Jugendorganisation der Conservative Party war, war er zwischen 1982 und 1990 Mitglied der Regionalen Gesundheitsbehörde von Yorkshire (Yorkshire Regional Health Authority). Daneben engagierte er sich von 1982 bis 1987 als Co-Vorsitzender des Nationalen Gemeinsamen Komitees gegen Rassismus.
Seine politische Laufbahn begann er als Mitglied des Stadtrates der City of Bradford, dessen Vorsitzender er von 1988 bis 1990 war. Im Anschluss war er von 1990 bis 1992 Herausgeber der Conservative Newsline für den Bereich Kommunalverwaltung. 
Bei den Wahlen im April 1992 wurde er als Kandidat der Conservative Party erstmals zum Mitglied des Unterhauses (House of Commons) gewählt und vertrat bis 2017 den Wahlkreis Brentwood and Ongar.
Zwischen 1994 und 1997 war er Stellvertreter der Parteivorsitzenden Jeremy Hanley und Brian Mawhinney, ehe er im August 1998 Sprecher für soziale Sicherheit der konservativen Fraktion im Unterhaus wurde.
Im September 2001 wurde er erstmals in das Schattenkabinett seiner Partei berufen und war dort zunächst für Verkehr und für London und danach im Juni 2002 für Kommunalverwaltung zuständig. Im Anschluss war er von 2005 bis 2007 erneut Stellvertreter der Parteivorsitzenden Francis Maude.
Zwischen Juni 2007 und Januar 2009 war er als Parteivorsitzender der Konservativen tätig und anschließend „Schattenminister“ für Kommunen und lokale Verwaltung bis Mai 2010. Nach dem Wahlsieg der Conservative Party bei den Unterhauswahlen 2010 wurde er am 12. Mai 2010 von Premierminister David Cameron zum Minister für Kommunen und lokale Verwaltung in dessen erstes Kabinett berufen. In dieser Funktion setzt er sich insbesondere für eine Reduzierung der Ausgaben und Aufgaben im öffentlichen Sektor ein. Darüber hinaus kritisierte er frühzeitig die Schaffung von „Scheinstellen“ in den Kommunalverwaltungen.
2015 wurde er als Knight Bachelor geadelt.
Sir Eric Pickles trat bei der Parlamentswahl im Juni 2017 nicht mehr an. Sein Nachfolger für den Wahlkreis Brentwood and Ongar wurde Alex Burghart. Am 18. Juni 2018 wurde er als Baron Pickles, of Brentwood and Ongar in the County of Essex, zum Life Peer erhoben und dadurch Mitglied des House of Lords.